# Красная Звезда (Урицкий район)
Красная Звезда — посёлок в Урицком районе Орловской области России.
Входит в состав Луначарского сельского поселения.

## География
Расположен северо-восточнее деревни Кондрево на берегах ручья Рысец.
Через Красную Звезду проходит просёлочная дорога, выходящая в деревню Кондрево и затем на автомобильную дорогу; имеется одна улица — Победы.

## Население
| 2010 |
| ---- |
| 1    |